# اما دان
اما دان (انگلیسی: Emma Dunn; ۲۶ فوریهٔ ۱۸۷۵ – ۱۴ دسامبر ۱۹۶۶) هنرپیشه اهل انگلستان بود. وی بین سال‌های ۱۹۰۲ تا ۱۹۴۸ میلادی فعالیت می‌کرد.

## بخشی از فیلمشناسی
از فیلم‌ها یا برنامه‌های تلویزیونی که وی در آن نقش داشته‌است می‌توان به آثار زیر اشاره کرد.
- مادر (۱۹۱۴)
- خیابان فرعی (فیلم ۱۹۲۹) (۱۹۲۹)
- قتل شبه‌عمد (فیلم ۱۹۳۰) (۱۹۳۰)
- خواهر خبیث (فیلم ۱۹۳۱) (۱۹۳۱)
- دکتر مونیکا (۱۹۳۴)
- جنگ‌های صلیبی (فیلم) (۱۹۳۵)
- آقای دیدز به شهر می‌رود (۱۹۳۶)
- ازدواج به سبک وایکیکی (۱۹۳۷)
- پسر فرانکشتاین (۱۹۳۹)
- دیکتاتور بزرگ (۱۹۴۰)
- کشتی مین‌روب (فیلم) (۱۹۴۳)
- ستاره قطبی (فیلم ۱۹۴۳) (۱۹۴۳)
- پل سن لوئیس ری (۱۹۴۴)
- زندگی با پدر (۱۹۴۷)
- عزا برازنده الکتراست (۱۹۴۷)